# 默特湖
48°24′25″N 12°45′10″E / 48.40694°N 12.75278°E
默特湖（德語：Mertsee），是德國的水庫，位於該國東南部，由巴伐利亞州負責管轄，處於埃根費爾登，面積0.1平方公里，海拔高度411米，水體容量100萬立方米。